# Израелски отбранителни сили
Израелските отбранителни сили (ИОС) (иврит: צבא הגנה לישראל Цва Ха-Хагана Ле-Израел („Войскови сили за отбрана на Израел“), често наричана Цахал или ЦАХАЛ, е името на израелските въоръжени сили (сухопътни сили, военновъздушни сили и военноморски флот).
Създадени са на 31 май 1948 г. (след образуването на Израел) за да „защитават съществуването, териториалната цялост и суверенитета на израелската държава“ и да „предпазват жителите на Израел и да се борят срещу всички форми на тероризма, които застрашават всекидневния живот.“ Предшествениците на ИОС са Хагана (най-вече операционното му крило Палмах), Иргун и британските въоръжени сили (най-вече еврейската бригада, която се бие по време на Втората световна война). Тайните организации Иргун (Ецел) и Лехи действат съвместно с ИОС до края на Арабско-Израелската война от 1948 г., след което са разпуснати.
В Израел военната служба е 24 месеца за жените и 36 месеца за мъжете. Освободени от военна служба са само ултрарелигиозните евреи, израелските араби, всички неевреи, бременните или омъжени жени. До навършването на 42-рата си година всички мъже подлежат на едномесечен запас всяка година, а жените – до навършването на 24-годишна възраст.
Страната има над 4000 съвременни танка и бронирани машини, както и над 2000 бойни самолета и вертолета. Цялата територия на Израел е защитена с ракетен щит, т.нар. „Железен купол“. Вероятно още от 1967 г. страната разполага със собствено ядрено оръжие, разработено в атомния изследователски център край Димона, в пустинята Негев.